# Eusthonus
Eusthonus (bl. 415) war Bischof von Sebaste.
Er begleitete im Jahre 415 Johannes II., den Bischof von Jerusalem, und Eleutherus, den Bischof von Jericho, als diese in Kafargamala die Gebeine des Märtyrers Stephanus identifizieren sollten.